# Odmdenia
Odmdenia är ett utdött släkte av förhistoriska benfiskar som levde under äldre jura (Toarcian epok).